# قسم تشورس الريفي (مقاطعة تشايبارة)
قسم تشورس الريفي (بالفارسية: دهستان چورس) هي منطقة ريفية تقع في قسم في إيران. يقدر عدد سكانها بـ 4,995 نسمة .